# Сініо
Сініо (італ. Sinio, п'єм. Sin-i) — муніципалітет в Італії, у регіоні П'ємонт,  провінція Кунео.
Сініо розташоване на відстані близько 470 км на північний захід від Рима, 60 км на південний схід від Турина, 45 км на північний схід від Кунео.
Населення — 536 осіб (2014).
Щорічний фестиваль відбувається 15 серпня. Покровитель — San Frontiniano.

## Демографія
Населення за роками:

Станом на 1 січня 2023 року в муніципалітеті офіційно проживало 78 іноземців з 16 країн, серед них 31 громадянин країн Євросоюзу та 1 громадянин України.

## Сусідні муніципалітети
- Альбаретто-делла-Торре
- Черретто-Ланге
- Монтелупо-Альбезе
- Роддіно
- Роделло
- Серралунга-д'Альба